# شیوه لوکی
شیوهٔ لوکی (به انگلیسی: Method of loci) یکی از الگوهای کاربردی بهبود حافظه است که در آن از تصویرسازی و حافظهٔ فضایی استفاده می‌شود. در این شیوه، از اطلاعات محیطیِ آشنا برای یادآوری سریع اطلاعات جدید بهره‌گیری می‌شود. شیوهٔ لوکی نام‌های دیگری نظیر سفر حافظه، قصر حافظه، کاخ حافظه و کاخ ذهنی نیز دارد. شیوهٔ لوکی ابزاری یادیار است که ریشهٔ آن به حدود ۲۵۰۰ سال پیش در یونان و روم باستان بر می‌گردد. بسیاری از قهرمانان در مسابقات به خاطرسپاری ادعا کرده‌اند که از این شیوه برای حفظ کردن فهرست واژگان، اعداد و نیز چهره‌ها استفاده می‌کنند.
عبارت شیوهٔ لوکی در آثار تخصصی در حوزه‌های روان‌شناسی و نورولوژی به کار برده می‌شود. حتی در آثارِ مختلفِ مربوط به حوزهٔ بلاغت، منطق و فلسفه تا نیمهٔ اول قرن نوزدهم نیز می‌توان این عبارت را یافت.